# Spanische Basketballnationalmannschaft
Die spanische Basketballnationalmannschaft repräsentiert Spanien bei internationalen Spielen oder bei Freundschaftsspielen. Ihre bisher größten Erfolge waren die Siege bei den Weltmeisterschaften 2006 und 2019, die Silbermedaillen bei den Olympischen Sommerspielen 1984 in Los Angeles, 2008 in Peking und 2012 in London sowie die Titel bei den Europameisterschaften 2009, 2011, 2015 und 2022.

## Geschichte

### 1935–1955: Frühe Jahre
Die erste spanische Nationalmannschaft wurde im Jahre 1935 mit dem Ziel geschaffen, an der Basketball-Europameisterschaft 1935 teilzunehmen. Das erste Spiel, das zugleich als Qualifikation für den kontinentalen Bewerb diente, gewann die Auswahl am 15. April 1935 in Madrid gegen Portugal mit 33:12. Bei der Europameisterschaft in Genf selbst gelang den Spaniern durch Siege gegen Belgien (25:17) und die Tschechoslowakei (21:17) auf Anhieb der Einzug ins Finale, wo man mit 18:24 an Lettland scheiterte.
Die Silbermedaille sollte für lange Zeit der einzige Erfolg für die Iberer bleiben. Der Spanische Bürgerkrieg (1936–1939) und die schweren Nachkriegsjahre warfen den Sport und so auch die spanische Basketballnationalmannschaft zurück. Zur ersten Basketball-Weltmeisterschaft 1950 wurde Spanien eingeladen, beendete das Turnier jedoch nur auf dem 9. und damit vorletzten Rang. Zu einem Eklat kam es beim Platzierungsspiel gegen Jugoslawien als sich diese aus Protest gegen die Diktatur Francisco Francos weigerten anzutreten. Das Spiel wurde mit 2:0 für die Iberer gewertet und Jugoslawien von der FIBA für neun Monate gesperrt. An Europameisterschaften nahmen die Spanier zu jener Zeit nicht teil, Erfolge konnte man jedoch bei den Mittelmeerspielen verbuchen, so unterlag man 1951 in Alexandria erst im Finale Gastgeber Ägypten mit 39:41 und vier Jahre später gewann die Mannschaft in Barcelona durch ein 58:57 im Endspiel gegen Griechenland die Goldmedaille.

### 1956–1980: Die ersten Stars
In den späten 1950er Jahren begann Basketball in Spanien zusehends an Popularität zu gewinnen. Mit den Nationalspielern Emiliano Rodríguez und Francesc „Nino“ Buscató verfügte das Land zu jener Zeit über zwei auch über die Landesgrenzen hinaus bekannte und geschätzte Stars. Am kontinentalen Turnier nahm das Team 1959 erstmals seit 1935 wieder teil und hat bis zum heutigen Tag keine Endrunde mehr versäumt. Bei Olympischen Spielen war die Basketballnationalmannschaft 1960 in Rom erstmals am Start. Die Resultate waren aber weiterhin bescheiden. Die siebten Plätze bei der EM 1963, bei der Emiliano Rodríguez zum besten Spieler des Turniers ernannt wurde, und der EM 1971, sowie ein fünfter Platz bei der EM 1969 waren die besten Ergebnisse beim kontinentalen Turnier. Bei den Olympischen Spielen 1968 gelang ein weiterer siebter Rang.
Einen qualitativen Sprung machte Spanien Ende der 1960er Jahre unter anderem durch zwei gebürtige US-amerikaner, die Real Madrid-Stars Clifford Luyk und Wayne Brabender ehelichten während ihrer Zeit in der spanischen Liga Spanierinnen und erhielten damit die Staatsbürgerschaft. Mit ihnen, und unter der Führung des langjährigen Nationaltrainers Antonio Díaz-Miguel (1965 bis 1992 im Amt), stiegen die Iberer zu einer der stärksten Nationalmannschaften des Kontinents auf und erreichten bei der EM 1973 erstmals seit 1935 wieder das Endspiel, welches mit 67:78 gegen Jugoslawien verloren ging. Brabender wurde zum besten Spieler des Turniers gewählt. Nur ein Jahr später waren die Spanier bei der WM 1974 am Start, dies war die zweite Endrundenteilnahme nach 1950. Die Iberer, angeführt von den Real-Madrid-Stars Brabender, Luyk und dem jungen Point Guard Corbalán, spielten ein starkes Turnier und erreichten den fünften Platz.

### 1981–1984: Olympiafinale in Los Angeles
Die 1980er Jahre waren geprägt von einer neuen Generation spanischer Spieler, angeführt von Stars wie Fernando Martín, Juan Antonio San Epifanio genannt „Epi“, Fernando Romay, Andrés Jiménez, Iturriaga oder Juan Antonio Corbalán, gelangen zahlreiche Erfolge. Bereits bei der WM 1982 erreichte die Mannschaft mit dem vierten Endrang die bis dahin beste Platzierung bei Weltmeisterschaften. Für Aufsehen sorgte damals besonders ein 109:99-Sieg der Spanier gegen das von Doc Rivers angeführte Team der USA. Nur ein Jahr später erreichten die Iberer zum dritten Mal ein EM-Finale, scheiterten jedoch erneut, diesmal mit 96:105 an Italien.
Der Höhepunkt jeder Spielergeneration sollte jedoch bei den Olympischen Spielen 1984 in Los Angeles folgen. Nachdem man im Halbfinale das favorisierte Jugoslawien, mit Stars wie Dražen Petrović oder Dražen Dalipagić in ihren Reihen, mit 74:61 besiegt hatte, traf man im Endspiel auf das damals als nahezu unschlagbar geltende Heimteam der USA, mit Spielern wie Patrick Ewing, Michael Jordan, Chris Mullin, Alvin Robertson oder Sam Perkins. Die Gastgeber gewannen das Finale zwar mit 96:65, jedoch konnte die Silbermedaille der Spanier bei einem so wichtigen Turnier eine Basketballeuphorie im Land entfachen.

### 1985–1999: Durststrecke und Schmach von Barcelona
Auf diesen Erfolg folgte eine Durststrecke, zwar war Spanien stets in Endrunden vertreten und beendete diese zumeist im Vorderfeld, jedoch schaffte man es nur bei der EM 1991 aufs Podium und holte Bronze. Eine der größten Enttäuschungen jener Tage war der Auftritt der Mannschaft bei den Olympischen Spielen 1992 im eigenen Land. Trotz Heimvorteil schied das Team bereits in der Vorrundengruppe als Gruppenletzter aus, konnte dabei lediglich einen knappen Sieg gegen Brasilien verbuchen und verlor alle anderen Begegnungen. In Erinnerung geblieben ist insbesondere ein blamables 63:83 im vorletzten Gruppenspiel gegen den klaren Außenseiter Angola. Letztlich erreichte man nur Platz neun und Nationaltrainer Antonio Díaz-Miguel erklärte, nach 27 Jahren im Amt, seinen Rücktritt. Unter dem neuen Teamchef Lolo Sainz folgte bei der EM 1999 die bereits vierte Finalteilnahme, wie schon 16 Jahre zuvor unterlag man hier Italien.

### 2000–2017: Goldene Generation

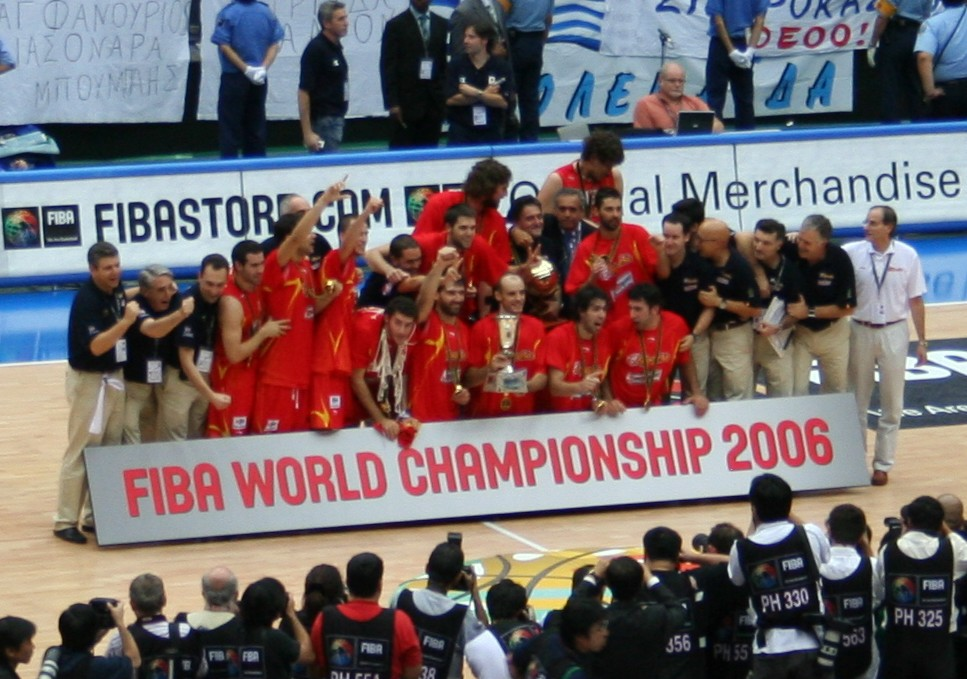
Spanische Weltmeistermannschaft 2006

Die bislang erfolgreichste Epoche des spanischen Basketballs sollte mit der Jahrtausendwende beginnen. Die sogenannten Chicos de Oro (zu deutsch: Goldene Jungs), eine Generation die 1998 die U-18-Europameisterschaft und das prestigeträchtige Albert-Schweitzer-Turnier sowie 1999, durch ein 94:87 im Finale gegen die USA, auch die U-19-Weltmeisterschaft gewinnen konnte, begann sukzessive in die A-Nationalmannschaft vorzustoßen. Zu nennen sind aus jenem Jahrgang Spieler wie Pau Gasol, Juan Carlos Navarro, José Calderón, Felipe Reyes, Raül López, Carlos Cabezas und Berni Rodríguez. Zusammen mit bereits etablierteren Spielern wie Jorge Garbajosa, Carlos Jiménez oder Álex Mumbrú und später nachrückenden jüngeren Basketballern wie Rudy Fernández, Sergio Rodríguez Gómez, Marc Gasol und Ricky Rubio, sollten ihnen mit dem Nationalteam zahlreiche Erfolge gelingen. Bereits bei den Europameisterschaften 2001 und 2003 landeten die Iberer mit Bronze bzw. Silber auf dem Treppchen.
Bei der Basketball-Weltmeisterschaft 2006 folgte schließlich der Durchbruch und nach Siegen gegen Serbien und Montenegro, Litauen und Argentinien im Achtel-, Viertel- und Halbfinale, traf man im Endspiel auf Griechenland, das zuvor die USA ausgeschaltet hatte. Die Spanier setzten sich, insbesondere mit einer sehr starken Defensivleistung, gegen die Hellenen mit 70:47 durch und gewannen so erstmals den Weltmeistertitel. Mann des Turniers war NBA-Star Pau Gasol, der zwar aufgrund einer Verletzung das Endspiel verpasste, aber dennoch zum MVP ernannt wurde.
Nur ein Jahr nach diesem Erfolg stand Spanien mit all seinen Stars bei der EM 2007 im eigenen Land als hoher Favorit im Finale. Diesmal zog man jedoch gegen das von Andrei Kirilenko angeführte Team Russlands mit 59:60 den Kürzeren. Tragischer Held war gerade Superstar Pau Gasol, der Sekunden vor Schluss einen Wurf vergab, der Spanien in Führung hätte bringen können.
Ein weiterer großer Erfolg sollte bei den Olympischen Spielen 2008 in Peking folgen. Nach Siegen gegen Kroatien und Litauen im Viertel- und Halbfinale, erreichte das Team wie schon 1984 das Endspiel gegen die USA. Die Mannschaft der Amerikaner war gespickt mit NBA-Stars wie Kobe Bryant, LeBron James, Carmelo Anthony, Dwyane Wade, Dwight Howard oder Jason Kidd, dennoch begegneten die Spanier ihnen in einem hochklassigen Finale auf Augenhöhe und verloren schließlich nach hartem Kampf mit 107:118.
Im folgenden Jahr stand die Europameisterschaft in Polen auf dem Programm. Nach anfänglichen Schwierigkeiten kamen die Spanier im Laufe des Turniers immer besser in Form. Mit Siegen über Frankreich und Griechenland im Viertel- und Halbfinale, erreichten die Iberer das Endspiel, wo die junge Mannschaft Serbiens mit 85:63 bezwungen wurde. Damit gelang beim siebten Anlauf der erste Sieg in einem EM-Endspiel. Pau Gasol wurde zum besten Spieler des Turniers gewählt.
Einen Rückschlag für die Spanier stellte die WM 2010 in der Türkei dar. Mit Pau Gasol, der aufgrund der langen NBA-Saison absagte, und José Calderón, der verletzungsbedingt ausfiel, musste die Mannschaft auf zwei seiner Stützen verzichten. Zwar überstand man das Achtelfinale durch ein 80:72 gegen Griechenland, doch ein Drei-Punkte-Treffer von Miloš Teodosić Sekunden vor Schluss, besiegelte eine 89:92 Viertelfinalniederlage gegen Serbien.

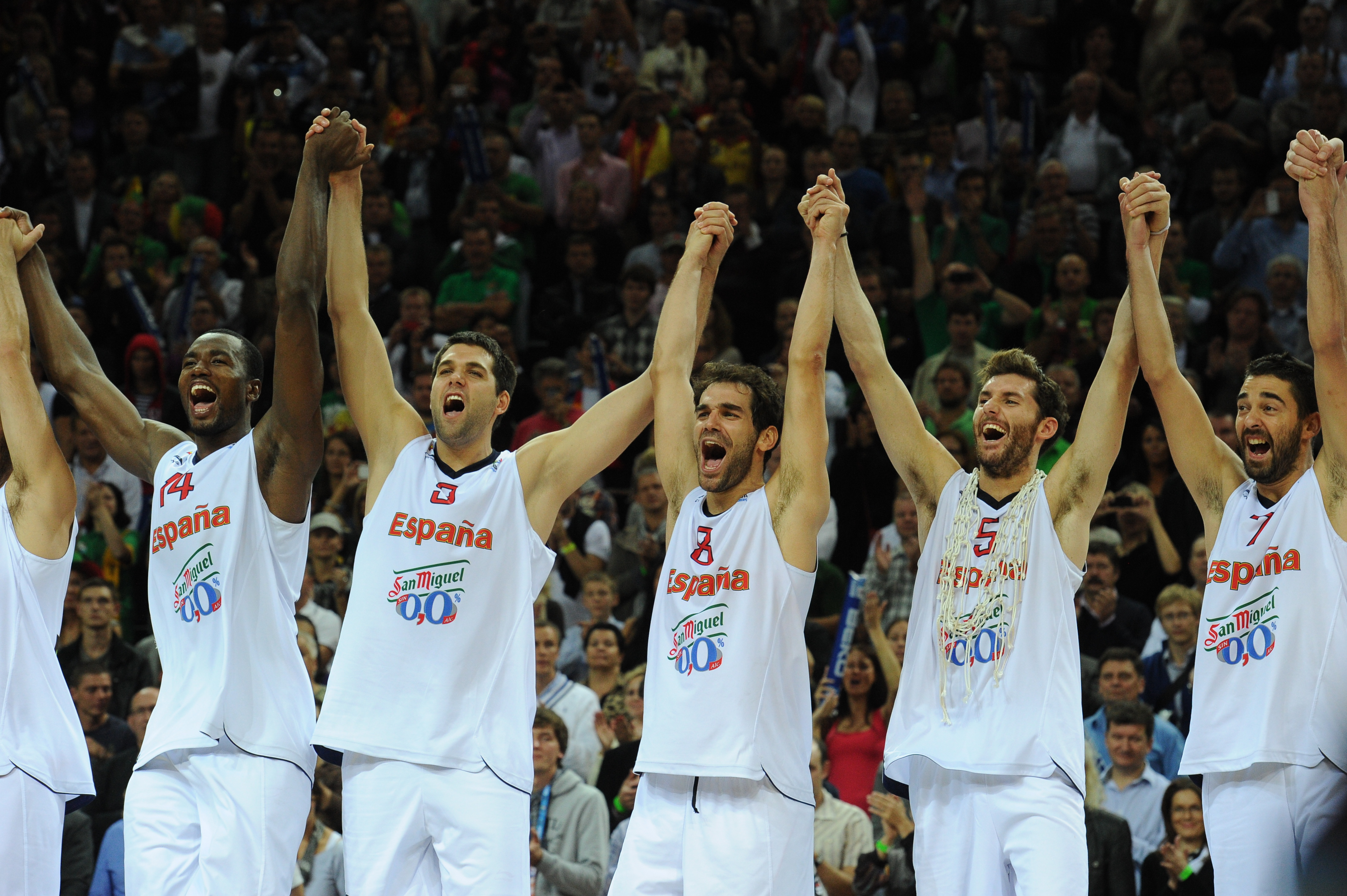
Spanische Spieler feiern den EM-Titel 2011

Im Vorfeld der Europameisterschaft 2011 gaben zwar mit Jorge Garbajosa und Álex Mumbrú zwei Stammspieler vergangener Jahre ihren Rücktritt aus der Nationalmannschaft bekannt, dafür erklärten alle spanischen NBA-Stars, zu diesem Zeitpunkt die Brüder Pau und Marc Gasol, Rudy Fernández, José Calderón, Ricky Rubio und Serge Ibaka, ihre Bereitschaft, am Turnier teilzunehmen. Aus der berühmten Goldenen Generation waren neben Pau Gasol und José Calderón noch Juan Carlos Navarro und Felipe Reyes Teil des Kaders. Die Spanier, die als Titelverteidiger ins Turnier gingen, konnten ihrer Rolle als Favorit von Anfang an gerecht werden. Bis auf eine Niederlage im letzten Vorrundenspiel gegen die Türkei, konnten alle Spiele der Vor- und Zwischenrunde gewonnen werden. In den Playoffs setzten sich die Spanier im Viertelfinale gegen Slowenien und im Halbfinale gegen das Überraschungsteam aus Mazedonien durch. Im Endspiel traf man auf den Mitfavoriten Frankreich, mit Stars wie Tony Parker, Joakim Noah, Boris Diaw und Nicolas Batum in ihren Reihen. Die Iberer konnten sich jedoch mit hochklassigem Spiel letztlich mit 98:85 durchsetzen und eroberten so den zweiten kontinentalen Titel in Folge. Spaniens Kapitän Juan Carlos Navarro wurde darüber hinaus zum MVP des Turniers gewählt.
Bei den Olympischen Spielen 2012 in London musste das Nationalteam ohne den verletzten Ricky Rubio antreten. Trotz zweier Vorrundenniederlagen gegen Russland und Brasilien, spielte Spanien erneut ein starkes Turnier. Im Viertelfinale besiegten sie Frankreich mit 66:59 und im Halbfinale revanchierten sich die Iberer durch einen 67:59-Erfolg an Russland. Im Endspiel traf man zum bereits dritten Mal auf das Team der USA. Erneut gestalteten die Spanier das Spiel gegen die NBA Stars um Kevin Durant, Lebron James, Kobe Bryant, Kevin Love, Chris Paul und Carmelo Anthony völlig offen, lagen bis ins letzte Viertel nur einen Punkt hinter den favorisierten Amerikanern und verloren schlussendlich mit 100:107.
Nach einer Bronzemedaille bei der EM 2013 folgte beim kontinentalen Turnier 2015 ein weiterer Höhepunkt jener Spielergeneration. Die Iberer taten sich zwar in der Vorrunde schwer und qualifizierten sich erst durch ein knappes 77:76 im letzten Gruppenspiel gegen Deutschland für das Achtelfinale, steigerten sich jedoch in den Play-offs und gewannen das Turnier durch ein 80:63 im Endspiel gegen Litauen. Pau Gasol wurde zum MVP des Turniers und Sergio Rodríguez ins All-Tournament Team gewählt.
Bei den Olympischen Spielen 2016 und der EM 2017 folgten zwei weitere Bronzemedaillen. Damit eroberte die spanische Nationalmannschaft mit Beteiligung der Goldenen Generation insgesamt zwölf Medaillen bei Großereignissen. Darunter Gold bei den Weltmeisterschaften 2006 sowie den Europameisterschaften 2009, 2011 und 2015 sowie Silber bei den Olympischen Spielen 2008 und 2012.

### Gegenwart: seit 2017

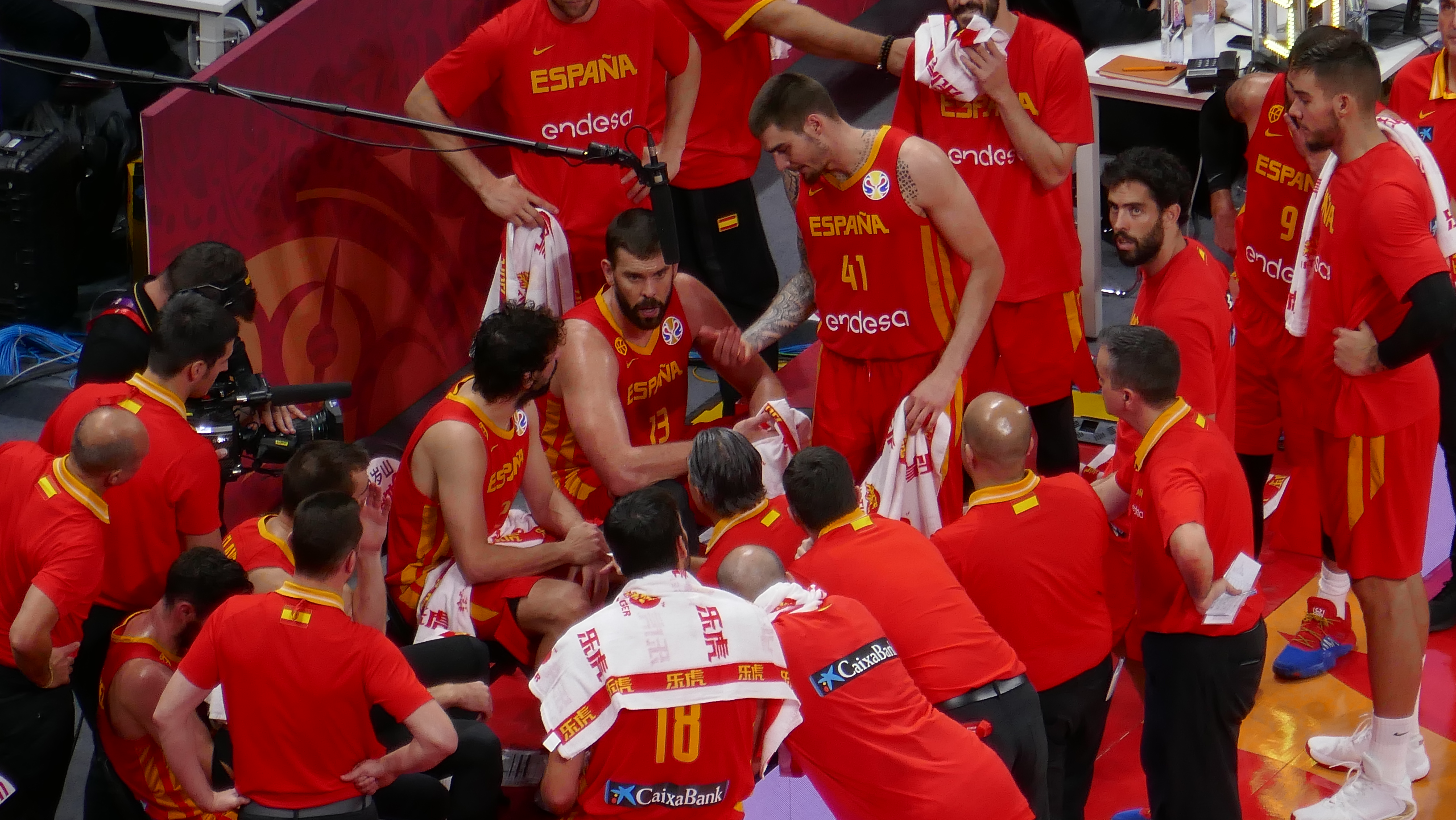
Spanische Nationalmannschaft während einer Auszeit im Finale der WM 2019

Die Qualifikation für die Basketball-Weltmeisterschaft 2019 gestaltete sich aufgrund der Überschneidungen der von der FIBA terminierten Nationalmannschaftsfenster mit Spieltagen der EuroLeague schwierig. Die spanische Nationalmannschaft musste somit zumeist nicht nur auf ihre NBA-Stars, sondern auch auf die Spieler ihrer heimischen Topklubs sowie der Legionäre in anderen europäischen Spitzenteams verzichten. Insgesamt nahmen 29 Spieler, darunter viele wenig bekannte Namen, am Qualifikationsprozess teil. Bei der Endrunde musste Trainer Scariolo mit dem verletzten Superstar Pau Gasol auf das letzte noch in der Nationalmannschaft aktive Mitglied jener Goldenen Generation verzichten, die seit den Olympischen Spielen 2000 stets in den Endrundenkadern der Iberer vertreten war. Mit Sergio Rodríguez, Serge Ibaka und Nikola Mirotić, sagten weitere wichtige Spieler ihre Teilnahme am Turnier ab.
Obwohl mit Ricky Rubio, Marc Gasol und den Gebrüdern Willy und Juan Hernangómez vier NBA-Spieler sowie mit Rudy Fernández, Víctor Claver und Sergio Llull auch in Europa aktive Stars ihre Teilnahme zusagten, galt Spanien für viele Experten bei der WM nicht zum engsten Favoritenkreis. Die Iberer konnten jedoch beim Turnier überzeugen, setzten sich in der ersten und zweiten Gruppenphase mit fünf Siegen aus ebenso vielen Spielen durch und besiegte in den Play-offs um den Titel Polen im Viertel- und Australien im Halbfinale. Im Endspiel setzten sich die Iberer mit 95:75 gegen Argentinien durch um den zweiten Weltmeistertitel zu erobern. Ricky Rubio wurde zum MVP des Turniers ernannt und stand ebenso wie Marc Gasol im All-Tournament Team. Für Marc Gasol und Rudy Fernández war es zudem der zweite WM-Titel ihrer Karriere nach 2006.
Bei den Olympischen Spielen 2020 erreichten die Spanier nach Siegen gegen Japan und Argentinien sowie einer Niederlage gegen Slowenien das Viertelfinale, bei dem die Mannschaft dem späteren Goldmedaillengewinner USA unterlag. Ricky Rubio beendete das Turnier mit 25,5 Punkten pro Spiel als Topscorer und wurde ins All-Star Team gewählt. Für Superstar Pau Gasol sollte es der letzte Einsatz im Nationalteam gewesen sein, er erklärte im Anschluss an das Turnier das Ende seiner Laufbahn. Auch sein Bruder Marc trat aus der Nationalmannschaft zurück.
Bei der Europameisterschaft 2022 war die spanische Nationalmannschaft erneut mit einem Kaderumbruch konfrontiert. Durch das verletzungsbedingte Fehlen von Ricky Rubio, Sergio Llull und Carlos Alocén sowie dem Rücktritt von Sergio Rodríguez aus dem Nationalteam, standen kaum Alternativen auf der Position des Point Guards zur Verfügung. Trainer Sergio Scariolo berief daraufhin den naturalisierten gebürtigen US-Amerikaner Lorenzo Brown in den Kader ein, was wiederum den Einsatz von Serge Ibaka unmöglich machte, da nur ein eingebürgerter Spieler pro Mannschaft von der FIBA erlaubt war. Mit den Gebrüdern Willy und Juan Hernangómez sowie dem jungen Power Forward Usman Garuba, sagten drei NBA-Profis ihre Teilnahme zu, Routinier Rudy Fernández führte das Team als Kapitän an. Darüber hinaus wurde der Kader jedoch aus weniger bekannten Namen gebildet und so gehörte die spanische Mannschaft für viele Experten erneut nicht zum engsten Favoritenkreis. Spanien konnte die Erwartungen im Turnier jedoch, wie schon bei der WM 2019, übertreffen. In der Gruppenphase erreichte das Team, trotz einer überraschenden Niederlage gegen Belgien, durch Siege gegen Bulgarien, Georgien, Montenegro und die Türkei den ersten Platz und qualifizierte sich für das Achtelfinale. In der Runde der letzten Sechzehn gewannen die Iberer in einem knappen Spiel mit 102:94 nach Verlängerung gegen Litauen, im Viertel- und Halbfinale folgten Siege gegen Finnland und Gastgeber Deutschland. Im Endspiel schließlich konnte sich Spanien mit 88:76 gegen Frankreich durchsetzen um den vierten Europameistertitel zu erobern. Willy Hernagómez wurde für seine Leistungen zum MVP des Turniers ernannt und, ebenso wie sein Mannschaftskollege Lorenzo Brown, ins All-Tournament Team gewählt.

## Kader
| Spieler | Spieler              | Spieler           | Spieler | Spieler | Spieler  | Spieler               |
| Nr.     | Name                 | Geburt            | Größe   | Info    | Einsätze | Verein                |
| ------- | -------------------- | ----------------- | ------- | ------- | -------- | --------------------- |
|         |                      | Guards (PG, SG)   |         |         |          |                       |
| 2       | Lorenzo Brown        | 26.08.1990        | 196 cm  |         | 25       | Panathinaikos Athen   |
| 3       | Sergio de Larrea     | 04.12.2005        | 196 cm  |         | 4        | Valencia Basket Club  |
| 8       | Darío Brizuela       | 08.11.1994        | 188 cm  |         | 61       | FC Barcelona          |
| 9       | Alberto Díaz         | 23.04.1994        | 188 cm  |         | 49       | CB Málaga             |
|         |                      | Forwards (SF, PF) |         |         |          |                       |
| 1       | Josep Puerto         | 08.03.1999        | 203 cm  |         | 3        | Valencia Basket Club  |
| 6       | Xabi Lopez-Arostegui | 19.05.1997        | 201 cm  |         | 52       | Valencia Basket Club  |
| 7       | Santi Aldama         | 10.01.2001        | 211 cm  |         | 21       | Memphis Grizzlies     |
| 10      | Juan Hernangómez     | 28.09.1995        | 206 cm  |         | 75       | Panathinaikos Athen   |
| 20      | Alberto Abalde       | 15.12.1995        | 202 cm  |         | 24       | Real Madrid           |
| 22      | Santiago Yusta       | 28.04.1997        | 200 cm  |         | 14       | Basket Saragossa 2002 |
| 30      | Eli John Ndiaye      | 26.06.2004        | 204 cm  |         | 0        | Atlanta Hawks         |
| 44      | Joel Parra           | 04.04.2000        | 202 cm  |         | 43       | FC Barcelona          |
|         |                      | Center (C)        |         |         |          |                       |
| 4       | Jaime Pradilla       | 03.01.2001        | 205 cm  |         | 38       | Valencia Basket Club  |
| 14      | Willy Hernangómez    | 27.05.1994        | 211 cm  |         | 104      | FC Barcelona          |
| 17      | Yankuba Sima         | 28.07.1996        | 211 cm  |         | 14       | Valencia Basket Club  |

| Trainer | Trainer            | Trainer        |
| Nat.    | Name               | Position       |
| ------- | ------------------ | -------------- |
| Italien | Sergio Scariolo    | Head Coach     |
| Spanien | Luis Guil          | Assistenzcoach |
| Spanien | Victor García      | Assistenzcoach |
| Spanien | Salva Camps        | Assistenzcoach |
| Spanien | Jorge Lorenzo      | Assistenzcoach |
| Spanien | Fran Vázquez       | Assistenzcoach |
| Spanien | Rodrigo San Miguel | Assistenzcoach |

| Legende             | Legende            |
| Abk.                | Bedeutung          |
| ------------------- | ------------------ |
| (C)                 | Mannschaftskapitän |
| Quellen             |                    |
| Teamhomepage        |                    |
| Stand: 2. Juli 2025 |                    |

| Legende             | Legende            |
| Abk.                | Bedeutung          |
| ------------------- | ------------------ |
| (C)                 | Mannschaftskapitän |
| Quellen             |                    |
| Teamhomepage        |                    |
| Stand: 2. Juli 2025 |                    |

### Erweiterter Kader
| Position | Spieler            | Größe  | Jahrgang | Aktueller Verein    | Einsätze 1 |
| -------- | ------------------ | ------ | -------- | ------------------- | ---------- |
| Forward  | Álex Abrines       | 198 cm | 1993     | FC Barcelona        | 63         |
| Forward  | Izan Almansa       | 208 cm | 2005     | Perth Wildcats      | 4          |
| Forward  | Usman Garuba       | 203 cm | 2002     | Real Madrid         | 42         |
| Forward  | Hugo González      | 199 cm | 2006     | Boston Celtics      | 2          |
| Guard    | Sergio Llull       | 190 cm | 1987     | Real Madrid         | 173        |
| Forward  | Aday Mara          | 220 cm | 2005     | Michigan Wolverines | 0          |
| Guard    | Juan Núñez         | 194 cm | 2004     | FC Barcelona        | 24         |
| Guard    | Mario Saint-Supery | 191 cm | 2006     | CB Málaga           | 3          |

## Ehemalige Kader
| Nr. | Name                 | Geburtsdatum    | Größe  | Position | Einsätze | Club                  |
| --- | -------------------- | --------------- | ------ | -------- | -------- | --------------------- |
| 2   | Lorenzo Brown        | 26.08.1990      | 196 cm | Guard    |          | Maccabi Tel Aviv      |
| 8   | Darío Brizuela       | 08.11.1994      | 188 cm | Guard    |          | FC Barcelona          |
| 9   | Alberto Díaz         | 23.04.1994      | 188 cm | Guard    |          | CB Málaga             |
| 23  | Sergio Llull         | 15.11.1987      | 190 cm | Guard    |          | Real Madrid           |
| 5   | Rudy Fernández       | 04.04.1985      | 196 cm | Forward  |          | Real Madrid           |
| 6   | Xabi Lopez-Arostegui | 19.05.1997      | 201 cm | Forward  |          | Valencia Basket Club  |
| 7   | Santi Aldama         | 10.01.2001      | 211 cm | Forward  |          | Memphis Grizzlies     |
| 10  | Juan Hernangómez     | 28.09.1995      | 206 cm | Forward  |          | Panathinaikos Athen   |
| 16  | Usman Garuba         | 09.03.2002      | 203 cm | Forward  |          | Golden State Warriors |
| 21  | Alex Abrines         | 01.08.1993      | 198 cm | Forward  |          | FC Barcelona          |
| 4   | Jaime Pradilla       | 03.01.2001      | 205 cm | Center   |          | Valencia Basket Club  |
| 14  | Willy Hernangómez    | 27.05.1994      | 211 cm | Center   |          | FC Barcelona          |
|     | Sergio Scariolo      | Head Coach      |        |          |          |                       |
|     | Luis Guil            | Assistenz-Coach |        |          |          |                       |
|     | Ángel Sánchez-Cañete | Assistenz-Coach |        |          |          |                       |

| Nr. | Name              | Geburtsdatum    | Größe  | Position | Einsätze | Club                  |
| --- | ----------------- | --------------- | ------ | -------- | -------- | --------------------- |
| 2   | Alberto Díaz      | 23.04.1994      | 188 cm | Guard    |          | CB Málaga             |
| 8   | Darío Brizuela    | 08.11.1994      | 188 cm | Guard    |          | FC Barcelona          |
| 23  | Sergio Llull      | 15.11.1987      | 190 cm | Guard    |          | Real Madrid           |
| 24  | Juan Núñez        | 04.06.2004      | 191 cm | Guard    |          | Ratiopharm Ulm        |
| 5   | Rudy Fernández    | 04.04.1985      | 196 cm | Forward  |          | Real Madrid           |
| 10  | Victor Claver     | 30.08.1988      | 207 cm | Forward  |          | Valencia Basket Club  |
| 12  | Santi Aldama      | 10.01.2001      | 211 cm | Forward  |          | Memphis Grizzlies     |
| 16  | Usman Garuba      | 09.03.2002      | 203 cm | Forward  |          | Oklahoma City Thunder |
| 21  | Alex Abrines      | 01.08.1993      | 198 cm | Forward  |          | FC Barcelona          |
| 41  | Juan Hernangómez  | 28.09.1995      | 206 cm | Forward  |          | Panathinaikos Athen   |
| 44  | Joel Parra        | 04.04.2000      | 201 cm | Forward  |          | FC Barcelona          |
| 14  | Willy Hernangómez | 27.05.1994      | 211 cm | Center   |          | FC Barcelona          |
|     | Sergio Scariolo   | Head Coach      |        |          |          |                       |
|     | Luis Guil         | Assistenz-Coach |        |          |          |                       |

| Nr. | Name                   | Position   | Geburtsdatum | Größe  | Einsätze | Club                 |
| --- | ---------------------- | ---------- | ------------ | ------ | -------- | -------------------- |
| 2   | Lorenzo Brown          | Guard      | 26.08.1990   | 196 cm | 15       | Maccabi Tel Aviv     |
| 5   | Rudy Fernández         | Guard      | 04.04.1985   | 196 cm | 247      | Real Madrid          |
| 7   | Jaime Fernández        | Guard      | 04.06.1993   | 184 cm | 37       | CB 1939 Canarias     |
| 8   | Darío Brizuela         | Guard      | 08.11.1994   | 188 cm | 36       | CB Málaga            |
| 9   | Alberto Díaz           | Guard      | 23.04.1994   | 188 cm | 21       | CB Málaga            |
| 4   | Jaime Pradilla         | Forward    | 03.01.2001   | 205 cm | 21       | Valencia Basket Club |
| 6   | Xabier López-Arostegui | Forward    | 19.05.1997   | 200 cm | 36       | Valencia Basket Club |
| 16  | Usman Garuba           | Forward    | 09.03.2002   | 203 cm | 22       | Houston Rockets      |
| 41  | Juan Hernangómez       | Forward    | 28.09.1995   | 206 cm | 52       | Toronto Raptors      |
| 44  | Joel Parra             | Forward    | 04.04.2000   | 201 cm | 22       | Joventut de Badalona |
| 11  | Sebas Saiz             | Center     | 15.07.1994   | 205 cm | 41       | Alvark Tokyo}        |
| 14  | Willy Hernangómez      | Center     | 27.05.1994   | 211 cm | 84       | New Orleans Pelicans |
|     | Sergio Scariolo        | Head Coach |              |        |          |                      |

## Erfolge
Basketball-Weltmeisterschaft:
- 2 Goldmedaillen: 2006, 2019

Olympische Sommerspiele:
- 3 Silbermedaillen: 1984, 2008, 2012
- 1 Bronzemedaille: 2016

Basketball-Europameisterschaft:
- 4 Goldmedaillen: 2009, 2011, 2015, 2022
- 6 Silbermedaillen: 1935, 1973, 1983, 1999, 2003, 2007
- 4 Bronzemedaillen: 1991, 2001, 2013, 2017

Mittelmeerspiele:
- 3 Goldmedaillen: 1955, 1997, 2001
- 4 Silbermedaillen: 1951, 1959, 1963, 1987
- 1 Bronzemedaille: 2005

## Daten und Fakten

### Trainerhistorie
| Name                           | Zeitraum  |
| ------------------------------ | --------- |
| Mariano Manent / Ángel Cabrera | 1935      |
| Santiago Monerris              | 1943      |
| Anselmo López                  | 1947–1949 |
| Michael Ruzgis                 | 1950–1951 |
| Fernando Font                  | 1951–1952 |
| Anselmo López                  | 1952      |
| Jacinto Ardevínez              | 1953–1958 |
| Eduardo Kucharski              | 1959–1960 |
| Fernando Font                  | 1961      |
| Joaquín Hernández              | 1962–1964 |

| Name                 | Zeitraum  |
| -------------------- | --------- |
| Pedro Ferrándiz      | 1965      |
| Antonio Díaz-Miguel  | 1965–1992 |
| Lolo Sainz           | 1993–2000 |
| Javier Imbroda       | 2001–2002 |
| Ramón „Moncho“ López | 2003      |
| Mario Pesquera       | 2004–2005 |
| Pepu Hernández       | 2006–2007 |
| Aíto García Reneses  | 2008      |
| Sergio Scariolo      | 2009–2012 |
| Juan Antonio Orenga  | 2012–2014 |

| Name            | Zeitraum  |
| --------------- | --------- |
| Sergio Scariolo | 2015–2025 |

### Einsätze und Punkte für Spanien
Spieler in Fettdruck sind noch aktiv (Stand: 5. Juli 2025).
| Rang | Name                      | Einsätze | Zeitraum  |
| ---- | ------------------------- | -------- | --------- |
| 01.  | Rudy Fernández            | 266      | 2004–2024 |
| 02.  | Juan Carlos Navarro       | 253      | 2000–2017 |
| 03.  | Juan Antonio San Epifanio | 239      | 1979–1994 |
| 04.  | Felipe Reyes              | 236      | 2001–2016 |
| 05.  | Francesc Buscató          | 222      | 1959–1973 |
| 06.  | Pau Gasol                 | 216      | 2001–2021 |
| 07.  | José Calderón             | 193      | 2002–2016 |
| 08.  | Marc Gasol                | 191      | 2006–2021 |
| 09.  | Wayne Brabender           | 190      | 1968–1982 |
| 10.  | Josep Maria Margall       | 188      | 1975–1988 |

| Rang | Name                      | Spiele | Punkte | Ø    | Zeitraum  |
| ---- | ------------------------- | ------ | ------ | ---- | --------- |
| 01.  | Pau Gasol                 | 216    | 3656   | 16,9 | 2001–2021 |
| 02.  | Juan Antonio San Epifanio | 239    | 3330   | 13,9 | 1979–1994 |
| 03.  | Wayne Brabender           | 190    | 2861   | 12,7 | 1968–1982 |
| 04.  | Emiliano Rodríguez        | 175    | 2842   | 16,2 | 1958–1971 |
| 05.  | Juan Carlos Navarro       | 253    | 2796   | 11,1 | 2000–2017 |
| 06.  | Andrés Jiménez            | 186    | 2393   | 12,8 | 1982–1994 |
| 07.  | Rudy Fernández            | 266    | 2161   | 08,1 | 2004–2025 |
| 08.  | Clifford Luyk             | 150    | 2021   | 13,5 | 1966–1976 |
| 09.  | Alberto Herreros          | 172    | 2003   | 11,6 | 1990–2003 |
| 10.  | Francesc Buscató          | 222    | 1913   | 08,6 | 1959–1973 |

### Ergebnisse bei internationalen Turnieren

#### Olympische Sommerspiele
| Jahr | Ort          | Resultat           |
| ---- | ------------ | ------------------ |
| 1936 | Berlin       | Nicht teilgenommen |
| 1948 | London       | Nicht qualifiziert |
| 1952 | Helsinki     | Nicht qualifiziert |
| 1956 | Melbourne    | Nicht teilgenommen |
| 1960 | Rom          | 14. Platz          |
| 1964 | Tokyo        | Nicht qualifiziert |
| 1968 | Mexiko-Stadt | 7. Platz           |
| 1972 | München      | 11. Platz          |
| 1976 | Montreal     | Nicht qualifiziert |
| 1980 | Moskau       | 4. Platz           |

| Jahr | Ort            | Resultat           |
| ---- | -------------- | ------------------ |
| 1984 | Los Angeles    | Silbermedaille     |
| 1988 | Seoul          | 8. Platz           |
| 1992 | Barcelona      | 9. Platz           |
| 1996 | Atlanta        | Nicht qualifiziert |
| 2000 | Sydney         | 9. Platz           |
| 2004 | Athen          | 7. Platz           |
| 2008 | Peking         | Silbermedaille     |
| 2012 | London         | Silbermedaille     |
| 2016 | Rio de Janeiro | Bronzemedaille     |
| 2021 | Tokio          | 6. Platz           |

| Jahr | Ort   | Resultat  |
| ---- | ----- | --------- |
| 2024 | Paris | 10. Platz |

#### Basketball-Weltmeisterschaften
| Jahr | Ort         | Resultat           |
| ---- | ----------- | ------------------ |
| 1950 | Argentinien | 9. Platz           |
| 1954 | Brasilien   | Nicht qualifiziert |
| 1959 | Chile       | Nicht qualifiziert |
| 1963 | Brasilien   | Nicht qualifiziert |
| 1967 | Uruguay     | Nicht qualifiziert |
| 1970 | Jugoslawien | Nicht qualifiziert |
| 1974 | Puerto Rico | 5. Platz           |
| 1978 | Philippinen | Nicht qualifiziert |
| 1982 | Kolumbien   | 4. Platz           |

| Jahr | Ort                | Resultat     |
| ---- | ------------------ | ------------ |
| 1986 | Spanien            | 5. Platz     |
| 1990 | Argentinien        | 10. Platz    |
| 1994 | Kanada             | 10. Platz    |
| 1998 | Griechenland       | 5. Platz     |
| 2002 | Vereinigte Staaten | 5. Platz     |
| 2006 | Japan              | Goldmedaille |
| 2010 | Türkei             | 6. Platz     |
| 2014 | Spanien            | 5. Platz     |
| 2019 | China              | Goldmedaille |

| Jahr | Ort                            | Resultat |
| ---- | ------------------------------ | -------- |
| 2023 | Indonesien, Japan, Philippinen | 9. Platz |

#### Basketball-Europameisterschaften
| Jahr | Ort              | Resultat           |
| ---- | ---------------- | ------------------ |
| 1935 | Schweiz          | Silbermedaille     |
| 1937 | Lettland         | Nicht teilgenommen |
| 1939 | Litauen          | Nicht teilgenommen |
| 1946 | Schweiz          | Nicht teilgenommen |
| 1947 | Tschechoslowakei | Nicht teilgenommen |
| 1949 | Ägypten          | Nicht teilgenommen |
| 1951 | Frankreich       | Nicht teilgenommen |
| 1953 | Sowjetunion      | Nicht teilgenommen |
| 1955 | Ungarn           | Nicht teilgenommen |
| 1957 | Bulgarien        | Nicht teilgenommen |
| 1959 | Türkei           | 15. Platz          |
| 1961 | Jugoslawien      | 13. Platz          |
| 1963 | Polen            | 7. Platz           |
| 1965 | Sowjetunion      | 11. Platz          |

| Jahr | Ort              | Resultat       |
| ---- | ---------------- | -------------- |
| 1967 | Finnland         | 10. Platz      |
| 1969 | Italien          | 5. Platz       |
| 1971 | Deutschland      | 7. Platz       |
| 1973 | Spanien          | Silbermedaille |
| 1975 | Jugoslawien      | 4. Platz       |
| 1977 | Belgien          | 9. Platz       |
| 1979 | Italien          | 6. Platz       |
| 1981 | Tschechoslowakei | 4. Platz       |
| 1983 | Frankreich       | Silbermedaille |
| 1985 | Deutschland      | 4. Platz       |
| 1987 | Griechenland     | 4. Platz       |
| 1989 | Jugoslawien      | 5. Platz       |
| 1991 | Italien          | Bronzemedaille |
| 1993 | Deutschland      | 5. Platz       |

| Jahr | Ort                                         | Resultat       |
| ---- | ------------------------------------------- | -------------- |
| 1995 | Griechenland                                | 6. Platz       |
| 1997 | Spanien                                     | 5. Platz       |
| 1999 | Frankreich                                  | Silbermedaille |
| 2001 | Türkei                                      | Bronzemedaille |
| 2003 | Schweden                                    | Silbermedaille |
| 2005 | Serbien und Montenegro                      | 4. Platz       |
| 2007 | Spanien                                     | Silbermedaille |
| 2009 | Polen                                       | Goldmedaille   |
| 2011 | Litauen                                     | Goldmedaille   |
| 2013 | Slowenien                                   | Bronzemedaille |
| 2015 | Deutschland, Frankreich, Kroatien, Lettland | Goldmedaille   |
| 2017 | Finnland, Israel, Rumänien, Türkei          | Bronzemedaille |
| 2022 | Deutschland, Georgien, Italien, Tschechien  | Goldmedaille   |
| 2025 | Finnland, Lettland, Polen, Zypern           | qualifiziert   |

### Rekorde
- Spieler mit den meisten...

- Einsätzen: Juan Carlos Navarro, 253 Spiele.
- Punkten: Pau Gasol, 3.656 Punkte.
- Punkten in einem Spiel: Jordi Villacampa, 48 Punkte bei der Basketball-Weltmeisterschaft 1990 gegen Venezuela.
- Titel: Rudy Fernández mit 6 (Weltmeister 2006 und 2019, Europameister 2009, 2011, 2015 und 2022)
- Olympiateilnahmen: mit je 5 Juan Carlos Navarro (Sydney 2000, Athen 2004, Peking 2008, London 2012 und Rio 2016), Pau Gasol und Rudy Fernández (Athen 2004, Peking 2008, London 2012, Rio 2016 und Tokio 2020)
- Medaillen: mit je 11 Rudy Fernández, 6 Gold (Weltmeisterschaft 2006 und 2019, Europameisterschaft 2009, 2011, 2015 und 2022), 3 Silber (Olympische Spiele 2008 und 2012, Europameisterschaft 2007) 2 Bronze (Olympische Spiele 2016, Europameisterschaft 2013) und Pau Gasol, 4 Gold (Weltmeisterschaft 2006, Europameisterschaften 2009, 2011, 2015), 4 Silber (Europameisterschaften 2003 und 2007, Olympische Spiele 2008 und 2012), 3 Bronze (Olympische Spiele 2016, Europameisterschaften 2001 und 2017)

- Trainer mit den meisten...

- geleiteten Spielen: Antonio Díaz-Miguel, 423 Spiele in 27 Jahren.
- Medaillen: Sergio Scariolo, 8 Medaillen.

## Bilanz gegen Nationalmannschaften aus dem deutschsprachigen Raum
Alle Ergebnisse aus spanischer Sicht.
| Nationalmannschaft | Spiele | Siege | Niederlagen | Punkteverhältnis | letztes Spiel |
| ------------------ | ------ | ----- | ----------- | ---------------- | ------------- |
| Deutschland        | 33     | 28    | 5           | 2704:2305        | 16. Sep. 2022 |
| DDR                | 3      | 1     | 2           | 230:236          | 9. Juni 1965  |
| Luxemburg          | 1      | 1     | 0           | 88:58            | 5. Juni 1964  |
| Österreich         | 5      | 5     | 0           | 394:269          | 7. Mai 1979   |
| Schweiz            | 13     | 13    | 0           | 1146:6710        | 24. Nov. 1988 |